# 巴州 (南梁)
巴州，中国古代的州。治所位于今湖南省岳阳市内。
南梁置巴州。隋灭陈后，开皇九年（589年），改称岳州。大业初年，改罗州。大业三年（607年），改州为郡时，为巴陵郡。隋朝灭亡，萧铣建梁後，又改巴陵郡为巴州，下辖巴陵县、罗县、湘阴县、沅江县、华容县。唐朝统一後，又改为岳州。

## 历任刺史
- 南朝齊
  - 明慧昭（480年－483年）
  - 劉寔
  - 蘇烈（483年）
- 南朝梁
  - 牟漢寵
  - 王珣
  - 淳於量
  - 余孝頃
  - 孫㻛
  - 魏永壽
- 南朝陈
  - 侯安鼎
  - 潘純陀
  - 戴僧朔
  - 徐敬成
  - 魯廣達
  - 畢寶
- 隋朝
  - 王宣武
  - 胡長延
  - 劉仁偉
  - 杜崇